# Brede geelgerande watertor
De brede geelgerande watertor of brede geelgerande waterkever (Dytiscus latissimus) is een waterkever uit de familie waterroofkevers (Dytiscidae). Het is een van de grootste vertegenwoordigers van de geelgerande waterroofkevers uit het geslacht Dytiscus.
De kever lijkt qua bouw en levenswijze sterk op de bekendere en in België en Nederland algemeen voorkomende geelgerande watertor (Dytiscus marginalis), maar wordt duidelijk groter en met name breder. De soort heeft duidelijke verbredingen aan weerszijden van de dekschilden en is hieraan meestal eenvoudig te herkennen. Mannetjes zijn duidelijk van vrouwtjes te onderscheiden aan de verbredingen aan het voorste potenpaar. Deze bevatten aan de onderzijde twee grotere en vele tientallen zeer kleinere zuignapjes waarmee het mannetje zich aan het vrouwtje ankert tijdens de paring.
De brede geelgerande watertor werd al bijna veertig jaar beschouwd als uitgestorven in Nederland. Sinds 2005 zijn er echter waarnemingen van verschillende locaties bekend. In België kwam de soort vroeger ook voor maar hier zijn geen nieuwe waarnemingen bekend.
1. ↑  (en) Brede geelgerande watertor op de IUCN Red List of Threatened Species.